# Родолюбие (организация)
„Родолюбие“ (или Българско общество „Родолюбие“) е неправителствена организация с културно-просветни цели, обединяваща българите в гр. Бердянск, Украйна.

## История
Дружеството е основано през 1989 г., а през 1991 г. е официално регистрирано.

## Ръководители
Председатели на дружеството от неговото създаване:
- Петър Турлаков (1992–1994 г.)
- Анатолий Генов (1994–1998 г.)
- Лариса Савченко (1998 г. – настояще)

## Цели и задачи
Основните задачи на дружеството са възраждане и популяризиране на българската култура, фолклор и песни, изучаване на българската история, език и литература.

## Дейност
„Родолюбие“ е в центъра на културно-просветните прояви на българите в тази част на Таврия. Със съдействието и по инициатива на „Родолюбие“ в някои училища и детски градини в Бердянск и Бердянски район се изучава български език, български народни песни и танци.
През 1993 г. е сред учредителите на Асоциацията на българите в Украйна. През 1998 г. по негова инициатива е създаден културно–информационен център на българите в Таврия, към който по-късно е сформиран български ансамбъл „Извор“.